# Brachychthoniidae
Brachychthonioidea
Super-famille
Famille
Synonymes
- Brachyctoniidae[1]

Les Brachychthoniidae sont une famille d'acariens de l'ordre des Sarcoptiformes, la seule de la super-famille des Brachychthonioidea.

## Répartition
C'est une famille à répartition cosmopolite, représentée par près de deux-cent espèces.

## Systématique
La famille a été créée en 1934 par l'arachnologue norvégien Sig Thor (d) (1856-1937). Brachychthonius est le genre type.

## Liste des genres
Selon l'ITIS (18 juillet 2022) :
- Brachychthonius Berlese, 1910
- Eobrachychthonius Jacot, 1936
- Liochthonius Hammen, 1959
- Mixochthonius Niedbala, 1972
- Neobrachychthonius Moritz, 1976
- Neoliochthonius Lee, 1982
- Papillochthonius Gil-Martín, Subías & Arillo, 1992
- Poecilochthonius Balogh, 1943
- Sellnickochthonius Krivolutsky, 1964
- Synchthonius Hammen, 1952
- Verachthonius Moritz, 1976